# Xanthorhoe defasciata
Xanthorhoe defasciata är en fjärilsart som beskrevs av Louis Beethoven Prout 1914. Xanthorhoe defasciata ingår i släktet Xanthorhoe och familjen mätare. Inga underarter finns listade i Catalogue of Life.